# Antonia da Barignano
Antonia da Barignano (* 1399 in Brescia; † 1471) war eine lombardische Adelige. Sie war die Tochter von Giacomino di Barignano und die Geliebte von Pandolfo III. Malatesta.

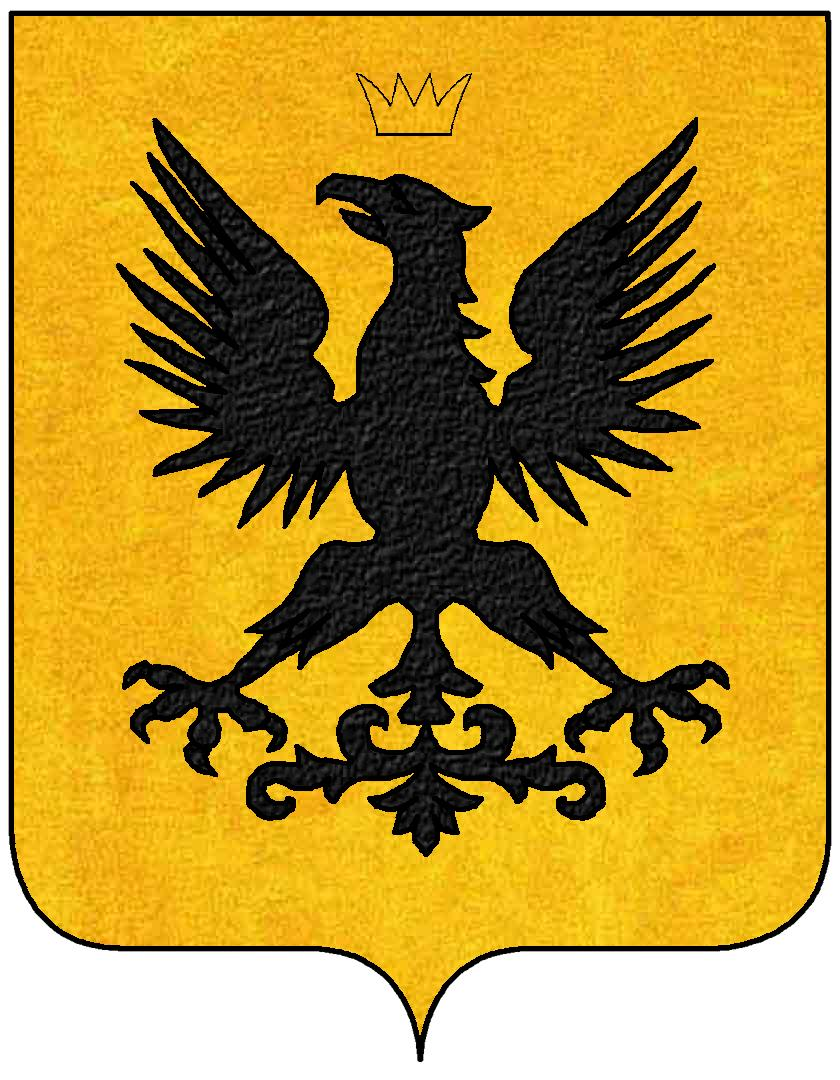
Wappen der Familie Bargnani

## Leben

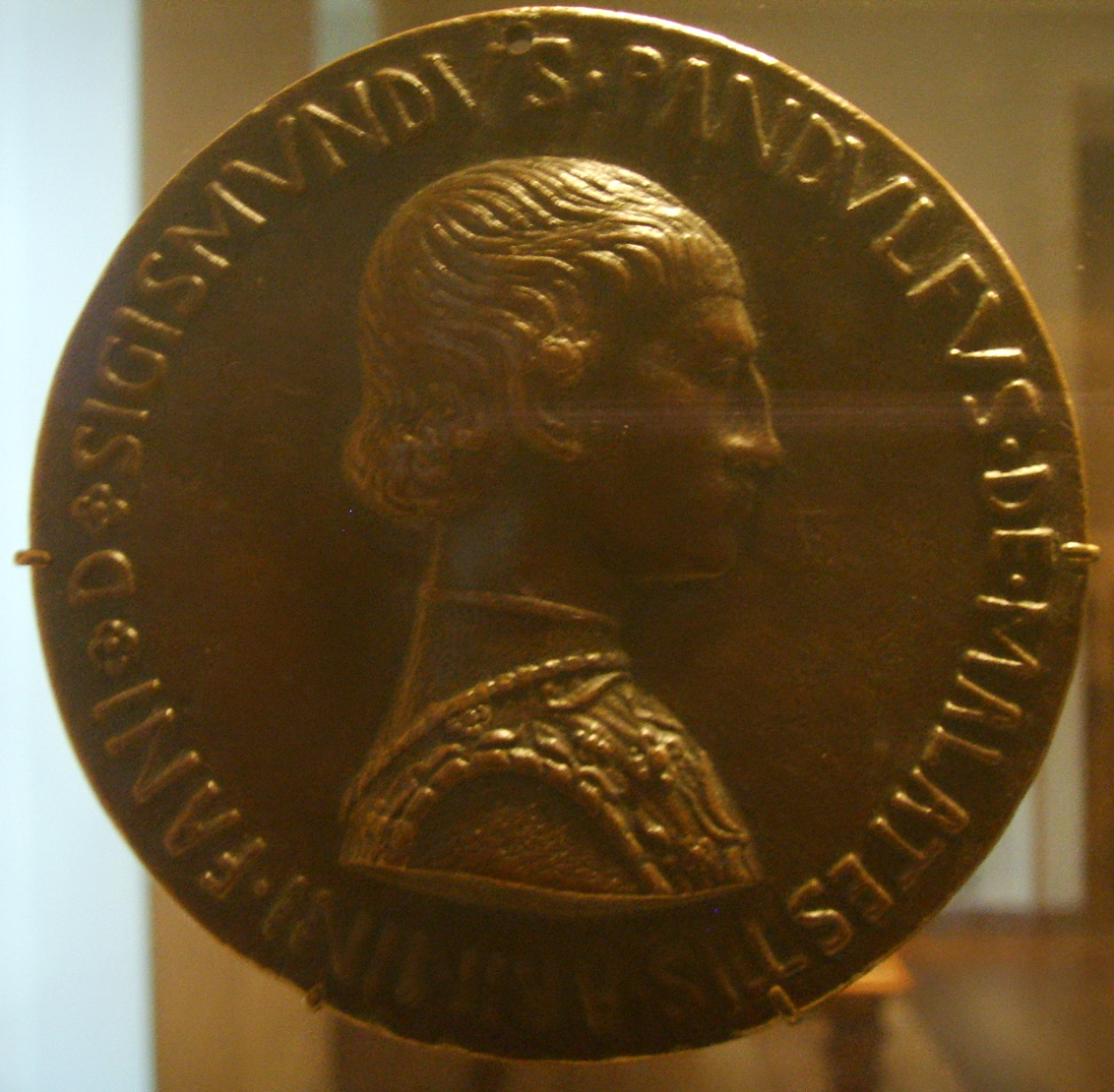
Medaille von Sigismondo Pandolfo Malatesta (Vorderseite), Pisanello, National Gallery of Art, Washington D.C.

Antonia wurde in Brescia als Mitglied der Adelsfamilie Barignano geboren.
Als sehr junges Mädchen lernte sie Pandolfo, den Herrn von Fano, kennen, der zu diesem Zeitpunkt bereits ein reifer Mann war.
Im Jahr 1421 verlor Pandolfo die Herrschaft von Brescia. Daraufhin verließ Antonia mit ihren Kindern Brescia und ließ sich in Begleitung ihrer vier Brüder auf den Malatesta-Gütern in Rimini nieder.

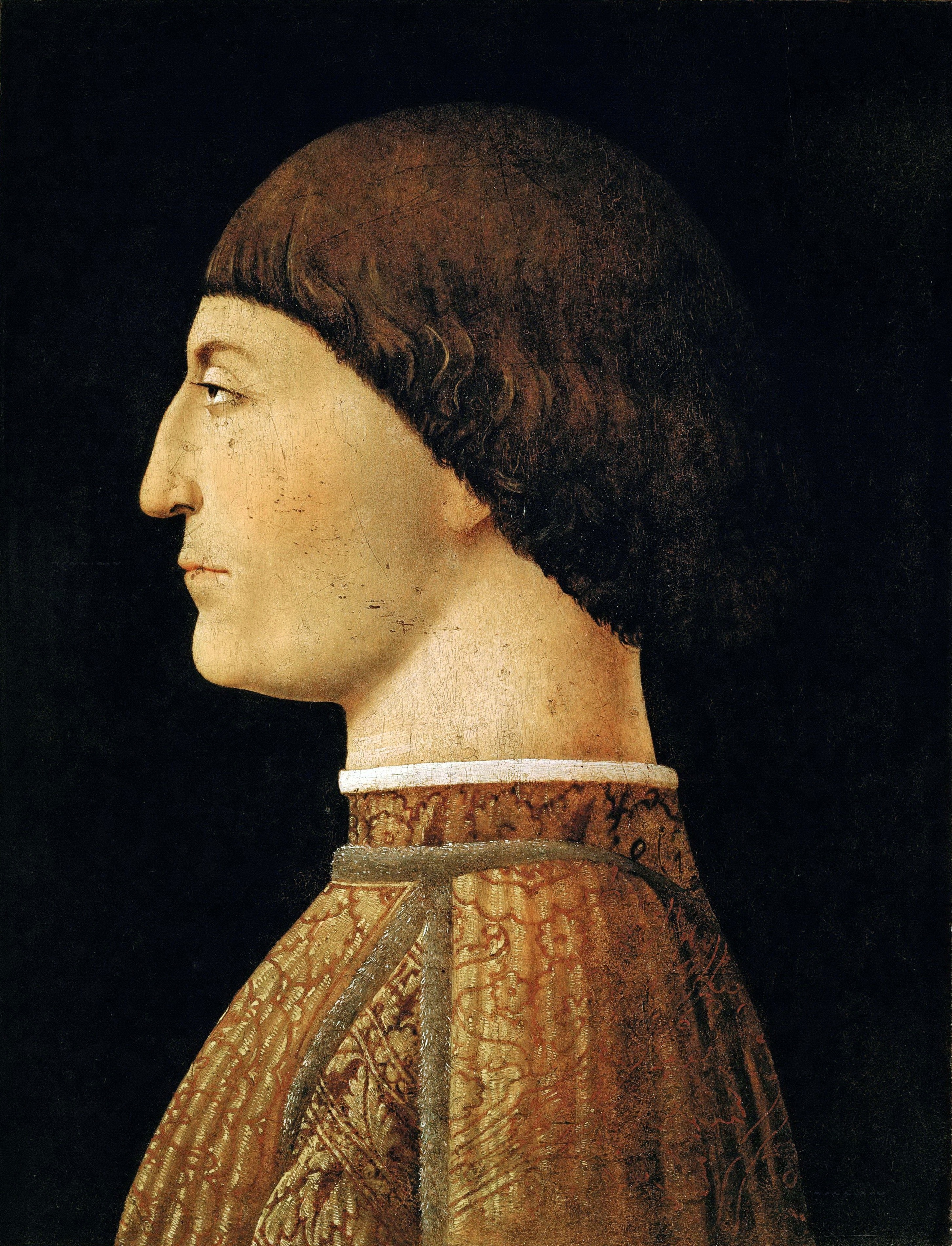
Sigismondo Pandolfo Malatesta, Porträt von Piero della Francesca

In den ersten Jahren ihres Aufenthalts in der Romagna lebte sie hauptsächlich in Rimini, wechselte aber oft den Wohnsitz und hielt sich häufig in Bellaria auf. Hier besaß sie am Fluss Uso einen Palast und eine Osteria und hatte das Recht, Fähren zu betreiben und den entsprechenden Zoll auch auf dem Fiumicino einzuheben.
Sie schenkte Pandolfo zwei Söhne:
- Sigismondo Pandolfo Malatesta (* 19. Juni 1417 in Brescia; † 9. Oktober 1468 in Rimini)
- Domenico Malatesta (Novello) (* 6. April 1418 in Brescia; † 20. November 1465 in Cesena)

Verschiedene Quellen geben auch Galeotto Roberto Malatesta (1411 – 1432) als ihren Sohn an, nach anderen ist dies der Sohn einer anderen Geliebten, Allegra de’ Mori.
Als Pandolfo starb, zogen die Kinder zu ihrem Onkel väterlicherseits, Carlo I. Malatesta, nach Rimini.
Carlo hatte keine Nachkommen und ließ Pandolfos Söhne durch den Papst legitimieren. Im Jahr 1429 erbten sie Rimini, Fano und Cesena sowie weitere Gebiete in den Marken und der Romagna von ihrem Onkel Carlo I. Malatesta. Bis zum Tod Galeottos im Jahr 1432 übten die Brüder die Regierung Gemeinschaftlich aus, danach teilten Sigismondo und Domenico die Ländereien auf. Zu Domenico kamen Cesena, Bertinoro, Meldola, Cervia und andere Ländereien; zu Sigismondo der östliche Teil des Rubicon.
Andere Quellen berichten stattdessen, dass Galeotto Roberto der erste Erbe war und nach seinem Tod Sigismondo und Domenico die Nachfolge antraten. Wieder andere Quellen erklären, dass nur Galeotto volljährig war und mit Hilfe seiner Tante Elisabetta Gonzaga, der Witwe von Carlo I. Malatesta, regierte.
Zwischen den Geschwistern keimten oft Konflikte auf und um diese zu Schlichten musste Antonia oft eingreifen.